# Lucius Cornelius Lentulus (consul in 199 v.Chr.)
Lucius Cornelius Lentulus (? - 173 v.Chr.) was een Romeins politicus en militair uit de 3e en 2e eeuw v.Chr.
Hij hoorde bij de Lentuli tak van de gens Cornelia. Zijn broer Gnaius Cornelius Lentulus was consul in 201 v.Chr.
In 211 v.Chr. was hij praetor en was verantwoordelijk voor Sardinia. In 206 v.Chr. volgde hij Scipio Africanus op met het imperium van een proconsul in Hispania, waar hij tegen de Carthagers vocht. Dit was bijzonder omdat hij zelf nog geen consul was geweest. Om deze reden kreeg hij in 200 v.Chr. voor zijn verdiensten in de strijd geen echte triomftocht, maar slechts een ovatio. In 205 v.Chr. was hij samen met zijn broer nog aedilis curulis geweest, zonder dat hij zijn provincia daarvoor had verlaten. In 199 v.Chr. werd hij wel tot consul gekozen, samen met Publius Villius Tappulus. Hij vocht in noordelijk Italië tegen de Gallische stammen. In 196 werd hij als gezant naar de Seleucidische koning Antiochus de Grote gestuurd.